# Журелейка
Журелейка (рос. Журелейка) — село у складі Ардатовського району Нижньогородської області. Входить до складу робітничого селища Ардатов. Входило до складу скасованої Чуварлей-Майданської сільради.

## Географія
Розташоване за 7 км на північний захід від робітничого поселення Ардатов, на шосе Ардатов — Чуварлей-Майдан, по ліву його сторону.
У селі чотири ставки: з найбільшого бере початок струмок, що тече потім на південний схід. Вулиці села розташовані під кутом один до одного у формі літери «Л», що обумовлено рельєфом місцевості та наявністю ставків.

## Населення
| 1999 | 2002 | 2010 |
| ---- | ---- | ---- |
| 405  | ↘376 | ↘302 |